# Dookoła Mazowsza
Die Dookoła Mazowsza oder Mazovia Tour (dt. Masowien-Rundfahrt) ist ein polnisches Straßenradsport-Etappenrennen.
Die Rundfahrt „Dookoła Mazowsza“ wurde im Jahr 1951 zum ersten Mal ausgetragen. Seit 2005 ist sie Teil der UCI Europe Tour und ist in die UCI-Kategorie 2.2 eingestuft. Das Rennen findet jährlich Ende Juli in der Woiwodschaft Masowien statt.

## Siegerliste
- 2025  Šimon Vaníček
- 2024  Bartłomiej Proć
- 2023  Oded Kogut
- 2022  Marceli Bogusławski
- 2021  Eirik Lunder
- 2020  Michael Kukrle
- 2019  Stanisław Aniołkowski
- 2018  Szymon Sajnok
- 2017  Alois Kaňkovský
- 2016  Matti Manninen
- 2015  Grzegorz Stępniak
- 2014  Jarosław Marycz
- 2013  Marcin Sapa
- 2012  Mateusz Taciak
- 2011  Robert Radosz
- 2010  Sebastian Forke
- 2009  Łukasz Bodnar
- 2008  Marcin Sapa
- 2007  Marek Wesoły
- 2006  Tomasz Kiendyś
- 2005  Piotr Zaradny
- 2004  Adam Wadecki
- 2003  Dariusz Rudnicki
- 2002  Jacek Mickiewicz
- 2001  Kacper Sowiński
- 2000  Przemysław Mikołajczyk
- 1999  Wiktor Ułanowski
- 1998  Tomasz Kłoczko
- 1997  Mariusz Bilewski
- 1994–1996 nicht ausgetragen
- 1993  Dariusz Habel
- 1986  Jan Leśniewski
- 1985  Jan Leśniewski
- 1984  Sławomir Krawczyk
- 1983  Marek Leśniewski
- 1980  Lechosław Michalak
- 1979  Roman Cieślak
- 1978  Ryszard Szurkowski
- 1977  Ryszard Szurkowski
- 1976  Marian Majkowski
- 1975  Mieczysław Klimczyk
- 1974  Juliusz Firkowski
- 1973  Tadeusz Smyrak
- 1972  Zenon Czechowski
- 1971  Zenon Czechowski
- 1970  Zenon Czechowski
- 1969  Zenon Czechowski
- 1968  Andrzej Bławdzin
- 1967  Henryk Woźniak